# Zaira sublucens
Zaira sublucens là một loài ruồi trong họ Tachinidae.